# Discografie van Linkin Park
| Discografie van Linkin Park | Discografie van Linkin Park |
| --------------------------- | --------------------------- |
| Studioalbums                | 5                           |
| Livealbums                  | 2                           |
| Ep's                        | 5                           |
| Singles                     | 30                          |
| Videoalbums                 | 6                           |
| Videoclips                  | 31                          |
| Remixalbums                 | 2                           |
| Samenwerkingen              | 2                           |
| Soundtracks                 | 13                          |
| Demoalbums                  | 1                           |

Linkin Park is een rockband uit Agoura Hills, Californië, bekend geworden door onder andere nummers als In the End, Breaking the Habit, Numb en recentelijk Waiting for the End. De band is opgericht in 1996 en heeft sindsdien wereldwijd meer dan 50 miljoen albums verkocht en twee Grammy's gewonnen. De band brak door in 2000 met hun debuutalbum Hybrid Theory, dat de diamanten status kreeg in de Verenigde Staten.
Met het tweede studioalbum Meteora ging de band verder met de mainstream nu metal waarmee de band op Hybrid Theory beroemd werd, waardoor het voor sommigen als een kopie werd gezien van het debuut. Op het in 2007 uitgebrachte Minutes to Midnight ging de band een andere richting op, waar de nadruk op experimenteren met muziekstijlen lag. Linkin Park heeft in het verleden met verschillende artiesten gewerkt, waaronder Jay-Z en recentelijk met Busta Rhymes. In september 2010 kwam het vierde album A Thousand Suns uit, met The Catalyst en Waiting for the End als succesvolle singles. Daarvoor werkte het aan de score en de soundtrack van de Transformersfilms en bracht daar het nummer New Divide en een remix van Iridescent voor uit. In 2012 werd Living Things gelanceerd. 

## Albums

### Officiële albums
| Jaar | Album | Vlag van Verenigde Staten | Vlag van Verenigd Koninkrijk | Vlag van Nederland | Vlag van België | Certificaties                                                              | Certificaties |
| 1997 | Xero ▪ Verschijningsdatum: 1997 ▪ Label: onbekend ▪ Formaat: Muziekcassette | —                         | —                            | —                  | —               |                                                                            |               |
| 1999 | Hybrid Theory ▪ Verschijningsdatum: 1999 ▪ Label: MixMedia ▪ Formaat: cd | —                         | —                            | —                  | —               |                                                                            |               |
| 2000 | Hybrid Theory ▪ Verschijningsdatum: 24 oktober 2000 ▪ Label: Warner Bros. Records ▪ Formaat: 12", Muziekcassette, cd, cd-r, Digitaal, lp ▪ Overige versies: Korea Billboard Edition, Malaysia Special Edition, Philippines Special Edition                                                                               | 2                         | 3                            | 13                 | 3               | : Platina : 2× platina : Diamant (10× platina) : 4× platina : : 4× platina |               |
| 2002 | Reanimation ▪ Verschijningsdatum: 30 juli 2003 ▪ Label: Warner Bros. Records ▪ Formaat: 12", Muziekcassette, cd, Digitaal, DualDisc cd/dvd, cd-R, cd/VCD, dvd, dvd-Alp, VCD ▪ Versies: EU dvd-A, Japanse editie | 2                         | 3                            | 4                  | 12              | : Goud : — : Platina : — : Goud : —                                        |               |
| 2003 | Meteora ▪ Verschijningsdatum: 2 maart 2003 ▪ Label: Warner Bros. Records ▪ Formaat: 12", Muziekcassette, cd, digitaal, DualDisc-cd/dvd, cd-r, cd/VCD, dvd, lp, VCD ▪ Versies: EU Special Edition, Japanese Edition, Japanese Special Edition, Thailand Tour Edition, USA Special Edition                                 | 1                         | 1                            | 2                  | 1               | : Goud : Goud : 6× platina : 2× platina : 3× platina : 2× platina          |               |
| 2003 | Live in Texas ▪ Verschijningsdatum: 18 november 2003 ▪ Label: Warner Bros. Records, Machine Shop Recordings ▪ Formaat: Muziekcassette, cd, digitaal, DualDisc-cd/dvd, cd-r, cd/VCD, dvd, lp, VCD ▪ Versies: Japan cd/dvd-album, Taiwan cd/dvd-album, Thailand cd/dvd-album                                               | 23                        | 47                           | 43                 | 35              | : — : Platina : Goud : Platina                                             |               |
| 2004 | Collision Course ▪ Verschijningsdatum: 26 november 2004 ▪ Label: Warner Bros. Records, Machine Shop Recordings ▪ Formaat: 12", Muziekcassette, cd, Digitaal, DualDisc cd/dvd, cd-R, cd/VCD, dvd, lp, VCD ▪ Versies: EU cd/dvd Album 1, EU cd/dvd Album 2, Japan cd/dvd Album, Taiwan cd/dvd Album, Thailand cd/dvd Album | 1                         | 15                           | 9                  | 19              | : — : Platina : —                                                          |               |
| 2007 | Minutes to Midnight ▪ Verschijningsdatum: 14 mei 2007 ▪ Label: Warner Bros. Records, Machine Shop Recordings ▪ Formaat: 12", Muziekcassette, cd, Digitaal, DualDisc-cd/dvd, lp, VCD ▪ Overige versies: Tour edition | 1                         | 1                            | 2                  | 2               | : Goud : 2× platina : Platina : 2× platina : —                             |               |
| 2008 | Live from SoHo ▪ Verschijningsdatum: 4 maart 2007 ▪ Label: Warner Bros. Records, Machine Shop Recordings ▪ Formaat: Digitaal | —                         | —                            | —                  | —               | : —                                                                        |               |
| 2008 | Songs from the Underground ▪ Verschijningsdatum: 2008 ▪ Label: Warner Bros. Records, Machine Shop Recordings ▪ Formaat: cd | 96                        | ×                            | ×                  | ×               | : —                                                                        |               |
| 2008 | Road to Revolution: Live at Milton Keynes ▪ Verschijningsdatum: 24 november 2008 ▪ Label: Warner Bros. Records, Machine Shop Recordings ▪ Formaat: Muziekcassette, cd, digitaal, DualDisc-cd/dvd, cd/VCD, dvd, lp, VCD                                                                                                   | 41                        | 58                           | 54                 | 49              | : — : Goud : —                                                             |               |
| 2010 | A Thousand Suns ▪ Verschijningsdatum: 2010 ▪ Label: Warner Bros. Records, Machine Shop Recordings ▪ Formaat: 12", Muziekcassette, cd, digitaal, DualDisc-cd/dvd ▪ Overige versies: A Thousand Suns+ | 1                         | 2                            | 7                  | 4               | : — : Goud : Platina : —                                                   |               |
| 2012 | Living Things ▪ Verschijningsdatum: 2012 ▪ Label: Warner Bros. Records, Machine Shop Recordings ▪ Formaat: 12", Muziekcassette, cd, digitaal, DualDisc-cd/dvd | 1                         | 1                            | 1                  | 4               | : — : Goud : Platina : —                                                   |               |
| 2014 | The Hunting Party ▪ Verschijningsdatum: 2014 ▪ Label: Warner Bros. Records, Machine Shop Recordings ▪ Formaat: 12", Muziekcassette, cd, digitaal, DualDisc-cd/dvd | 3                         | 2                            | 8                  | 3               | : —                                                                        |               |
| 2017 | One More Light ▪ Verschijningsdatum: 2017 ▪ Label: Warner Bros. Records, Machine Shop Recordings ▪ Formaat: 12", Muziekcassette, cd, digitaal, DualDisc-cd/dvd | 1                         | 4                            | 5                  | 1               | : —                                                                        |               |
| 2024 | From Zero ▪ Verschijningsdatum: 2024 ▪ Label: Warner Bros. Records, Machine Shop Recordings ▪ Formaat: 12", muziekcassette, cd, digitaal |                           |                              |                    |                 | : — : Goud : Platina : —                                                   |               |

### Linkin Park Underground
- Hybrid Theory (edited) (2001, MixMedia)
- Underground V2.0 (2002, Machine Shop Recordings)
- Linkin Park Underground 3.0 (2003, Machine Shop Recordings)
- Linkin Park Underground 4.0 (2004, Machine Shop Recordings)
- Linkin Park Underground 5.0 (2005, Machine Shop Recordings)
- Linkin Park Underground 6.0 (2006, Machine Shop Recordings)
- Linkin Park Underground 7.0 (2007, Machine Shop Recordings)
- Mmm…cookies - Sweet Hamster Like Jewels from America! (2008, Machine Shop Recordings)
- LP Underground 9: Demos (2009, Machine Shop Recordings)
- LP Underground X: Demos (2010, Machine Shop Recordings)
- Underground Eleven (2011, Machine Shop Recordings)
- Linkin Park Underground 12 (2012, Machine Shop Recordings)

## Singles

### Hybrid Theory

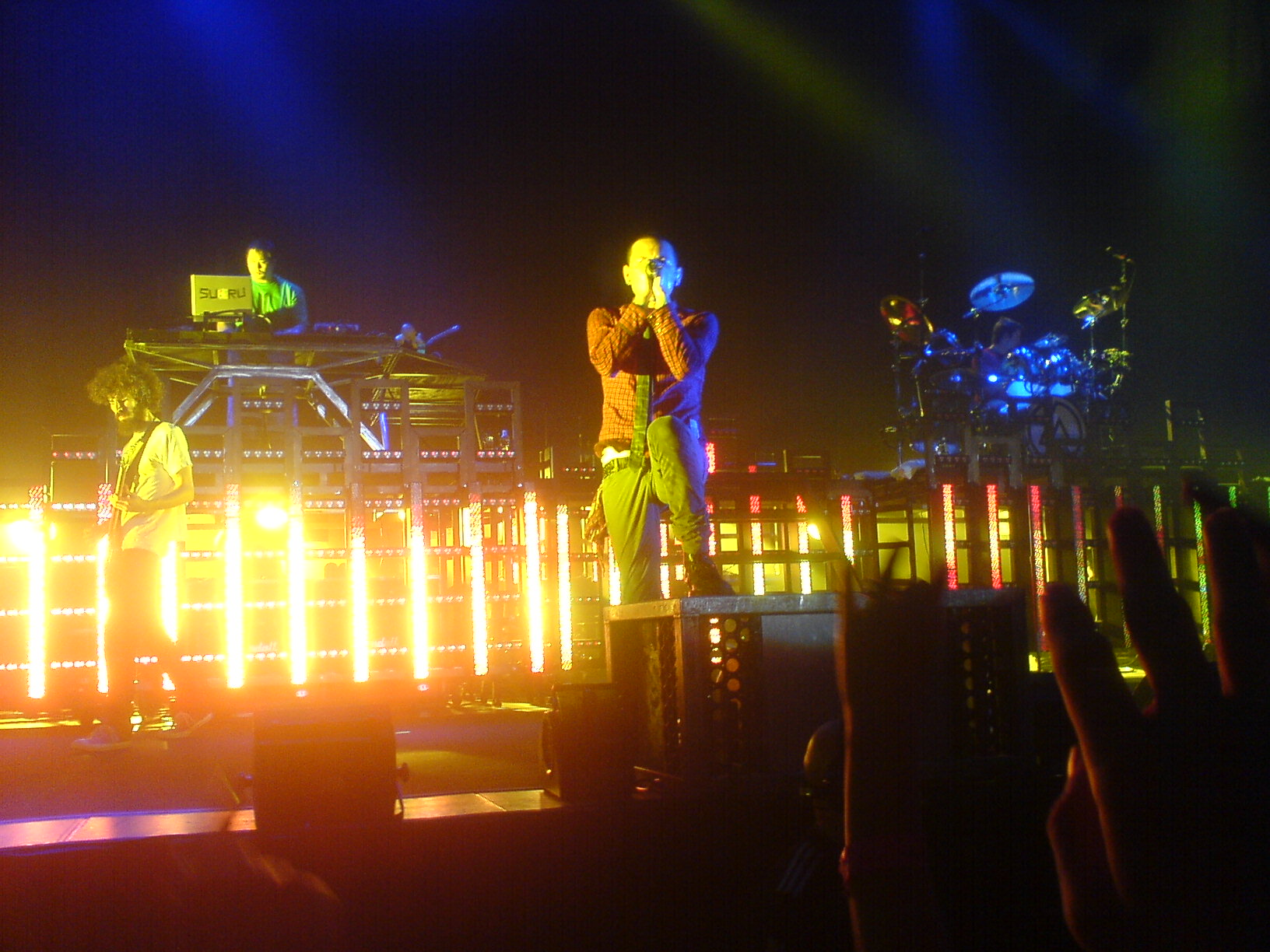
Vocalist Chester Bennington (midden) met gitarist Brad Delson (links), dj Joseph Hahn (linksachter) en drummer Rob Bourdon (rechtsachter)

One Step Closer was de officiële eerste single van de band en werd goed opgepakt door de televisiestations en vooral op de Amerikaanse rockradio. Het zorgde voor de doorbraak van de band en behaalde de top 10 in de rocklijsten van dat land. De debuutsingle overleefde de Nederlandse tipparade niet, maar bereikte toch de 24e plek in de Britse UK Singles Chart en een notering op #32 in de Duitse Musikmarkt Top 100. Met de hardere Crawling ging het nog beter in het Verenigd Koninkrijk en Duitsland en zorgde zelfs voor de eerste notering in de Vlaamse Ultratop 50, maar deed het minder in de andere lijsten. De grootste single in de geschiedenis van de band, samen met het latere What I've Done, was het nummer In the End, die als derde single werd gelanceerd.. Deze bereikte in de meeste landen de hitlijsten en zorgde voor de echte doorbraak van de band, door de top vijf te behalen in onder andere de Nederlandse Top 40 en de Amerikaanse Billboard Hot 100. Als laatste single werd Papercut van het album getrokken, dat de veertiende positie in het Verenigd Koninkrijk behaalde.

### Meteora
Van het album Meteora kwamen de meeste Billboard Modern Rock Tracks en Billboard Mainstream Rock Tracks nummer-1 noteringen. Alle singles van dit album bereikten de eerste positie in de eerste lijst. Hoewel dit album voor de meeste singlenoteringen in de Nederlandse Top 40 en de Ultratop 50 zorgde, waren de posities niet zo hoog als die van het debuutalbum. Leadsingle Somewhere I Belong debuteerde in de Top 40 hoog op de 22e plek om door te stoten tot een teleurstellende 16e plek. Ook in de Verenigde Staten stelde het met de 32e positie teleur, maar in landen als Canada, Ierland en het Verenigd Koninkrijk bereikte het nummer de top 10 en in Nieuw-Zeeland zelfs de eerste plek. Faint werd als tweede single gelanceerd en behaalde de hoogste positie in het Verenigd Koninkrijk, maar overleefde de Nederlandse tipparade niet. Numb, de derde single, werd een grote radiohit in de Verenigde Staten en was het populairste nummer van het album. Het leverde in de Verenigde Staten en het Verenigd Koninkrijk de respectievelijke elfde en tiende positie op. Lying from You werd alleen als Amerikaanse radiosingle uitgebracht en reikte desondanks de eerste plek in de US Billboard Modern Rock Tracks, From the Inside werd in enkele landen uitgebracht en was een middelmatig succes. Met de vijfde single Breaking the Habit sloeg de band de elektronica-kant in en behaalde in meer landen de lijsten dan de vorige vier singles en behaalde in Australië, Duitsland, Frankrijk, Nieuw-Zeeland en het Verenigd Koninkrijk de top 40 en in het Verenigd Koninkrijk en de Nederlandse Top 40 de top 20.

### Collision Course
Twee singles werden er van dit album uitgebracht, waarbij Numb/Encore het succesvolst was. Het evenaarde in Nederland het lijstsucces van In the End, maar voldeed niet aan de verwachtingen in andere landen.

### Minutes to Midnight
De singles van Minutes to Midnight behaalden weinig succes in Nederlandse Top 40. Het nummer What I've Done werd als leadsingle gebruikt en behaalde slechts de 26e positie in de Top 40 terwijl het in de Verenigde Staten op #7 debuteerde en tot de 6e plaats in de Britse UK Singles Chart reikte. Het is, samen met In the End, het best noterende nummer van de band. Bleed It Out was de tweede single en stelde teleur door in de tipparade te blijven en behaalde wereldwijd ook weinig succes, hoewel het, ondanks de lage 65e notering, de gouden status in de Verenigde Staten verkreeg. Derde single Shadow of the Day flopte eveneens in Nederland maar deed het daarentegen goed in de Amerikaanse Billboard Hot 100 door meer punten te vergare dan What I've Done ondanks de 15e plaats. Given Up werd als vierde single uitgebracht en behaalde alleen de Billboard-rocklijsten. In veel landen genoot de single weinig airplay, wat funest was voor het nummer. Leave Out All the Rest was de vijfde single en kreeg redelijke video-airplay, maar behaalde eveneens de Top 40 niet, waardoor What I've Done de enige single is die de Nederlandse Top 40 haalde. Dit was ook in de Vlaamse Ultratop 50 het geval.

### Noteringen
| Jaar | Nummer                                | NL Top 40 | NL Single Top 100 | VL Ultratop 50 | US Billboard Hot 100 | US Alternative Songs | US Hot Mainstream Rock Tracks | US Rock Songs | UK Hitlist 75 | AU ARIA Charts | DU Singles Chart        | Album                                   | Status                                    | Status |
| ---- | ------------------------------------- | --------- | ----------------- | -------------- | -------------------- | -------------------- | ----------------------------- | ------------- | ------------- | -------------- | ----------------------- | --------------------------------------- | ----------------------------------------- | ------ |
| 2000 | One Step Closer                       | tip3      | 57                | —              | 75                   | 5                    | 4                             |               | 24            | 4              | 32                      | Hybrid Theory                           | Goud (AUS)                                |        |
| 2001 | Crawling                              | tip5      | 45                | 25             | 79                   | 5                    | 3                             | 16            | 33            | 14             | —                       | Hybrid Theory                           |                                           |        |
| 2001 | In the End                            | 5         | 11                | 12             | 2                    | 1                    | 3                             | 6             | 4             | 13             | Goud (AUS, VS)          | Hybrid Theory                           |                                           |        |
| 2001 | Papercut                              | —         | 39                | —              | —                    | 32                   | —                             | 14            | —             | 49             | —                       | Hybrid Theory                           |                                           |        |
| 2002 | Runaway                               | ×         | ×                 | ×              | —                    | 40                   | 37                            | ×             | ×             | ×              | —                       | Hybrid Theory                           |                                           |        |
| 2002 | It's Goin' Down                       | —         | 82                | —              | —                    | —                    | —                             |               | —             | 28             | —                       | Built from Scratch (X-Ecutioners)       | —                                         |        |
| 2002 | Pts.OF.Athrty                         | —         | 54                | —              | —                    | 29                   | 75                            |               | 9             | 44             | 31                      | Reanimation                             | —                                         |        |
| 2003 | Somewhere I Belong                    | 14        | 33                | 16             | 32                   | 1                    | 1                             |               | 10            | 13             | 12                      | Meteora                                 | Goud (AUS)                                |        |
| 2003 | Faint                                 | 40        | 20                | 44             | 48                   | 1                    | 3                             | 15            | 25            | 40             | —                       | Meteora                                 |                                           |        |
| 2003 | Numb                                  | tip13     | 82                | 48             | 11                   | 1                    | 1                             | 14            | 10            | 19             | Goud (AU), Platina (VS) | Meteora                                 |                                           |        |
| 2004 | Lying from You                        | ×         | ×                 | ×              | 58                   | 1                    | 2                             | ×             | ×             | ×              | —                       | Meteora                                 |                                           |        |
| 2004 | From the Inside                       | —         | —                 | ×              | ×                    | ×                    | —                             | —             | 37            | 35             | —                       | Meteora                                 |                                           |        |
| 2004 | Breaking the Habit                    | 19        | 41                | —              | 20                   | 1                    | 1                             | 39            | 23            | 25             | —                       | Meteora                                 |                                           |        |
| 2004 | Numb/Encore                           | 5         | 5                 | 7              | 20                   | —                    | —                             |               | 14            | 3              | 4                       | Collision Course (met Jay-Z)            | Goud (OO), platina (AUS, DU, VS)          |        |
| 2005 | Dirt off Your Shoulder/Lying from You | —         | —                 | —              | —                    | —                    | —                             | —             | —             | —              | —                       | Collision Course (met Jay-Z)            |                                           |        |
| 2007 | What I've Done                        | 24        | 28                | 26             | 7                    | 1                    | 1                             |               | 6             | 13             | 4                       | Minutes to Midnight                     | Goud (DU), 2× platina (VS)                |        |
| 2007 | Hands Held High                       | ×         | ×                 | ×              | 123                  | ×                    | ×                             | ×             | ×             | ×              | —                       | Minutes to Midnight                     |                                           |        |
| 2007 | No More Sorrow                        | ×         | ×                 | ×              | 124                  | ×                    | ×                             | ×             | ×             | ×              | —                       | Minutes to Midnight                     |                                           |        |
| 2007 | Bleed It Out                          | tip11     | 79                | tip22          | 52                   | 2                    | 3                             | 29            | 24            | 40             | Platina (VS)            | Minutes to Midnight                     |                                           |        |
| 2008 | Shadow of the Day                     | tip10     | —                 | —              | 15                   | 2                    | 6                             | 46            | 15            | 12             | Platina (VS)            | Minutes to Midnight                     |                                           |        |
| 2008 | Given Up                              | —         | —                 | —              | 99                   | 4                    | 5                             | —             | —             | 53             | —                       | Minutes to Midnight                     |                                           |        |
| 2008 | We Made It                            | —         | —                 | —              | —                    | —                    | —                             |               | 14            | 37             | —                       |                                         | —                                         |        |
| 2008 | Leave Out All the Rest                | tip5      | —                 | —              | 94                   | 11                   | 33                            |               | 90            | 24             | 15                      | Minutes to Midnight                     | Goud (VS)                                 |        |
| 2009 | New Divide                            | 23        | 68                | tip1           | 6                    | 1                    | 1                             | 1             | 19            | 3              | 4                       | Transformers: Revenge of the Fallen OST | Goud (DU), platina (AUS), 2× platina (VS) |        |
| 2010 | Blackbirds                            | ×         | ×                 | ×              | —                    | —                    | —                             | ×             | ×             | ×              | —                       |                                         |                                           |        |
| 2010 | The Catalyst                          | tip17     | 95                | tip6           | 27                   | 1                    | 1                             | 1             | 40            | 33             | 11                      | A Thousand Suns                         | —                                         |        |
| 2010 | Waiting for the End                   | —         | —                 | tip20          | 42                   | 1                    | 37                            | 2             | 90            | 34             | 29                      | A Thousand Suns                         | Goud (VS)                                 |        |
| 2011 | Burning in the Skies                  | —         | —                 | ×              | ×                    | ×                    | —                             | —             | —             | —              | 43                      | A Thousand Suns                         | —                                         |        |
| 2011 | Iridescent                            | —         | —                 | —              | 86                   | 21                   | —                             | 29            | 93            | 39             | 46                      | A Thousand Suns                         | —                                         |        |
| 2011 | Rolling in the Deep                   | —         | —                 | —              | —                    | —                    | —                             | —             | 42            | —              | —                       | iTunes Festival: London 2011            | —                                         |        |
| 2012 | Burn It Down                          | tip12     | 60                | tip8           | 30                   | 1                    | 1                             | 1             | 27            | 41             | 2                       | Living Things                           | —                                         |        |
| 2012 | Lost in the Echo                      | —         | —                 | 95             | —                    | —                    | —                             | —             | 175           | —              | 68                      | Living Things                           | —                                         |        |
| 2012 | Powerless                             | —         | —                 | —              | —                    | —                    | —                             | —             | —             | —              | —                       | Living Things                           | —                                         |        |
| 2012 | Castle of Glass                       | —         | —                 | —              | —                    | —                    | —                             | —             | —             | —              | 21                      | Living Things                           | —                                         |        |

### B-kanten
| Single                                | B-kant(en)                                                |
| ------------------------------------- | --------------------------------------------------------- |
| One Step Closer                       | My December                                               |
| One Step Closer                       | High Voltage (2000 Reprise)                               |
| One Step Closer                       | One Step Closer (Rock Mix)                                |
| Crawling                              | Papercut (Live @ BBC)                                     |
| Papercut                              | Points of Authority (BBC In-Studio, London)               |
| Papercut                              | Papercut (Live at Docklands Arena, London)                |
| In the End                            | In the End (Live at BBC Radio One)                        |
| In the End                            | Points of Authority (Live at Docklands Arena, London)     |
| In the End                            | A Place For My Head (Live at Docklands Arena, London)     |
| In the End                            | Step Up [1999 demo]                                       |
| Pts.OF.Athrty                         | Buy Myself (Marilyn Manson Remix)                         |
| Pts.OF.Athrty                         | H! Vltg3                                                  |
| Pts.OF.Athrty                         | H! Vltg3 (Instrumental)                                   |
| Pts.OF.Athrty                         | H! Vltg3 (A Cappella)                                     |
| Somewhere I Belong                    | Step Up (Live Projekt Revolution Tour 2002)               |
| Somewhere I Belong                    | My December (Live Projekt Revolution Tour 2002)           |
| Somewhere I Belong                    | Lying from You (Album Version) - 02:55                    |
| Faint                                 | Lying from You (Live at the Projekt Revolution Tour 2003) |
| Faint                                 | One Step Closer (Reanimated Live)                         |
| Numb                                  | From the Inside (Live)                                    |
| Numb                                  | Easier to Run (Live)                                      |
| Breaking the Habit                    | Crawling (Live)                                           |
| From the Inside                       | Runaway (Live in Texas)                                   |
| From the Inside                       | From the Inside (Live in Texas)                           |
| Numb/Encore                           | Numb/Encore (Radio Edit)                                  |
| Numb/Encore                           | Numb/Encore (Instrumental)                                |
| Numb/Encore                           | Numb/Encore (A Capella Explicit)                          |
| Numb/Encore                           | Numb/Encore (A Capella Radio Edit)                        |
| Numb/Encore                           | Bonus Beat                                                |
| Dirt off Your Shoulder/Lying from You | Dirt off Your Shoulder/Lying from You (Amended Version)   |

| Single                 | B-kant(en)                                                         |
| ---------------------- | ------------------------------------------------------------------ |
| What I've Done         | Faint (Live at Summer Sonic, Chiba Marine, Tokio, Japan)           |
| What I've Done         | From the Inside (Live at Summer Sonic, Chiba Marine, Tokio, Japan) |
| Bleed It Out           | What I've Done (Distorted Remix)                                   |
| Bleed It Out           | Given Up (Third Encore Session)                                    |
| Shadow of the Day      | Bleed It Out (Live from Projekt Revolution, Holmdel, NJ, VS)       |
| Shadow of the Day      | No More Sorrow (Third Encore Session)                              |
| Given Up               | Valentine's Day (Live From Frankfurt, Duitsland)                   |
| Given Up               | In Between (Live from London, UK)                                  |
| Leave Out All the Rest | In Pieces (Live in Washington DC, US)                              |
| Leave Out All the Rest | Leave Out All the Rest (Live in Detroit, US)                       |
| Leave Out All the Rest | Leave Out All the Rest (M. Shinoda remix)                          |
| Leave Out All the Rest | Leave Out All the Rest (Live from Milton Keynes, UK)               |
| New Divide             | New Divide (Instrumental Version)                                  |
| New Divide             | New Divide (A Capella Version)                                     |
| The Catalyst           | New Divide (live)                                                  |
| The Catalyst           | The Catalyst ("Bobby Bloomfield DIOYY? remix)                      |
| The Catalyst           | The Catalyst (King Fantastic remix)                                |
| The Catalyst           | The Catalyst (featuring DJ Endorphin)                              |
| The Catalyst           | The Catalyst (featuring Cale Pellick)                              |
| Waiting for the End    | Waiting for the End ("Guitarmagedon DIOYY? Remix)                  |
| Waiting for the End    | Waiting for the End (The Glitch Mob Remix)                         |
| Waiting for the End    | Waiting for the End (The Thunder Clap Remix)                       |
| Burning in the Skies   | Blackout (Live at Madison Square Garden, New York)                 |
| Burning in the Skies   | When They Come for Me (Live at Madison Square Garden, New York)    |
| Iridescent             | New Divide"                                                        |
| Iridescent             | What I've Done                                                     |
| Burn It Down           | New Divide (Live from iTunes Festival)                             |
| Burn It Down           | In the End (Live from iTunes Festival)                             |
| Burn It Down           | What I've Done (Live from iTunes Festival)                         |
| Lost in the Echo       | Lost in the Echo (Instrumental)                                    |

## Covers
Tijdens live-uitvoeringen heeft Linkin Park meerdere nummers gecoverd, veelal rocknummers. Zij zijn geen vaste onderdeel van de setlists en worden meestal als verrassing gespeeld.
- Wish (live) - Nine Inch Nails
- My Own Summer (Shove It) (live) - Deftones
- Sweet Child O Mine (live) - Guns N' Roses
- Iron Man (live) - Black Sabbath
- So Fresh So Clean (20 secondes livecover) - OutKast
- Little Boxes - Malvina Reynolds (Speciaal voor de intro van de televisieserie Weeds)
- Umbrella (enkel het eerste couplet en refrein door Mike Shinoda op de keyboard) - Rihanna
- Rolling in the Deep (live) - Adele

## Demo's
- Carousel (demoversie) – 03:01
- It's Goin' Down (demoversie) – 03:32
- Part of Me (demoversie) – 03:40
- Plaster (pre-final mix van One Step Closer) – 02:47
- Points & Authority (vroege Points of Authority demo) – 02:42
- Rhinestone (Forgotten demo met Bennington op de vocalen) – 03:45
- Now I See (pre-final mix van With You) – 03:33
- SuperXero (By Myself demo) – 03:17
- Untitled / In The End (In the End demo) – 03:53
- Esaul (A Place for My Head demo) – 03:08
- Faint (Faint demo) – 03:11
- Sad (By Myself demo) – 01:08
- Fear (Leave Out All the Rest demo) – 02:50
- Figure.09 (Figure.09 demo) – 03:24
- Stick and Move (Runaway demo) – 00:55
- Drawing (Breaking the Habit demo) – 03:32
- Across the Line (ook wel Japan; Across the Line demo) – 03:11
- Drum Song (The Little Things Give You Away demo) – 03:50
- YO (demoversie) – 02:43
- Slip (demoversie) – 03:29
- Soundtrack (demoversie) – 03:15
- Program (demoversie) – 03:31
- Bang Three (What I've Done demo) – 03:29
- Robot Boy (pre-final mix van Robot Boy) – 04:31
- Broken Foot (demoversie) – 02:43
- Blue (demoversie) – 03:28

## Mediaverschijningen
- De intro van With You van het album Hybrid Theory werd gebruikt in een promotiefilmpje van Nickelodeons Danny Phantom.
- What I've Done is te horen geweest in het NOS Jeugdjournaal en een promo van ER.
- Announcement Service Public van de fan-ep Linkin Park Underground 6.0 en Session van Meteora zijn gebruikt in Eurosports Eurogoals.

## Compilaties
- With You op Ozzfest 2001: The Second Millennium uit 2001.
- One Step Closer op De Afrekening 26 uit 2001.
- Crawling op Kerrang!² The Album uit 2001.
- Crawling op Wired Up uit 2002.
- Crawling op Nu Metal uit 2002.
- In the End op Nu Metal 2 uit 2002.
- In the End op Bravo Nu Rock uit 2002.
- Somewhere I Belong op Un maxx' de bruit vol. 3 uit 2003.
- Breaking the Habit op Festival uit 2005.
- Faint op Broken Dreams 2 uit 2006.
- Somewhere I Belong op L'Album Rock 3 uit 2006.
- Faint op Essential Bands uit 2006.
- Bleed It Out op NRJ Back 2 School 2 uit 2007.
- Bleed It Out op Live Earth: The Concerts for a Climate in Crisis uit 2007.
- Shadow of the Day op NRJ Summer Hits Only 2008 uit 2008.
- Shadow of the Day op KuschelRock 22 [Swiss Edition] uit 2008.
- Shadow of the Day op KuschelRock 22 uit 2008.
- Not Alone op Download to Donate for Haiti uit 2010.

## Soundtracks

### Films
- Little Nicky - Points of Authority (2000)
- Dracula 2000 - One Step Closer (2000)
- Valentine - Pushing Me Away (2001)
- The One - Papercut (2001)
- The Matrix Reloaded - Session (2003)
- S.W.A.T. - Figure.09 (2003)
- Riding Giants - Don't Stay & Cure for the Itch (2004)
- Rock Bottom: From Hell to Redemption  - Somewhere I Belong (2004)
- Miami Vice - Numb/Encore (2006)
- Transformers - What I've Done (2007)
- Twilight - Leave Out All the Rest (2008)
- Transformers: Revenge of the Fallen - New Divide (2009)
- Transformers: Dark of the Moon - Iridescent (2011)
- Underworld: Awakening - Blackout (Renholdër Remix) (2012)
- Powerless - Abe Lincoln: Vampire Hunter (2012)

### Series
- Batman of the Future: Dead Man's Hand - Points of Authority (2008)
- Roswell: Meet the Dupes - With You (2000)
- ER: On the Beach - One Step Closer (2002)
- The Sopranos: In Camelot - Session (2004)
- CSI: Crime Scene Investigation: Leave Out All the Rest - Leave Out All the Rest (2008)